# ذي المضعف (ذي السفال)

تعديل مصدري - تعديل

ذي المضعف محلة تابعة لقرية حيبان، التابعة لعزلة بني عبد الله بمديرية ذي السفال إحدى مديريات محافظة إب في الجمهورية اليمنية، بلغ تعداد سكانها 440 حسب تعداد اليمن لعام 2004.